# Ruthène de Pannonie
Le ruthène de Pannonie (en cyrillique : руски язик (ruski jazik)) ou rusyn de Pannonie est une langue slave, apparentée au slovaque, parlée par les Ruthènes de Pannonie, minorité ethnique rusyn vivant principalement en Croatie (Slavonie) et en Serbie (Voïvodine), avec une diaspora aux États-Unis et au Canada. Elle utilise une version de l'alphabet cyrillique et compte environ 20 000 locuteurs.
Il existe une Wikipédia en ruthène de Pannonie depuis décembre 2024.